# Coppa Italia 2020-2021 (hockey su pista femminile)
La Coppa Italia 2020-2021 è stata la 18ª edizione della principale coppa nazionale italiana di hockey su pista femminile. La competizione ha avuto luogo il 25 aprile 2021.
Il trofeo è stato conquistato dal Valdagno per la prima volta nella sua storia.

## Squadre partecipanti
- Roller Matera
- Valdagno

## Risultati

### Finale
| Forte dei Marmi 25 aprile 2021 | Valdagno | 6 – 3 | Roller Matera | PalaForte |